# Macierz ortogonalna
Macierz ortogonalna – macierz kwadratowa {\displaystyle A\in M_{n}(\mathbb {R} )} o elementach będących liczbami rzeczywistymi spełniająca równość:
{\displaystyle A^{T}\cdot A=A\cdot A^{T}=I_{n},}
gdzie {\displaystyle I_{n}} oznacza macierz jednostkową wymiaru {\displaystyle n,} {\displaystyle A^{T}} oznacza macierz transponowaną względem {\displaystyle A.}
Uogólnieniem pojęcia na macierze zespolone są macierze unitarne, tzn. macierz ortogonalna jest macierzą unitarną o wyrazach rzeczywistych.
Macierze ortogonalne wymiaru n × n reprezentują np. przekształcenia ortogonalne (np. obroty, odbicia) n-wymiarowej przestrzeni euklidesowej.

## Warunki równoważne ortogonalności macierzy
Niech {\displaystyle A\in M_{n}(\mathbb {R} ).} Następujące warunki są równoważne:
1. {\displaystyle A} jest macierzą ortogonalną[3]
2. kolumny macierzy {\displaystyle A,} traktowane jako wektory przestrzeni {\displaystyle \mathbb {R} ^{n}} tworzą bazę ortonormalną[4]
3. wiersze macierzy {\displaystyle A,} traktowane jako wektory przestrzeni {\displaystyle \mathbb {R} ^{n}} tworzą bazę ortonormalną[4]
4. kolumny macierzy {\displaystyle A,} traktowane jako wektory przestrzeni {\displaystyle \mathbb {R} ^{n}} tworzą układ ortonormalny[5]
5. wiersze macierzy {\displaystyle A,} traktowane jako wektory przestrzeni {\displaystyle \mathbb {R} ^{n}} tworzą układ ortonormalny[6]
6. {\displaystyle A^{T}A=I,} gdzie {\displaystyle I} oznacza macierz jednostkową wymiaru {\displaystyle n,} a {\displaystyle A^{T}} oznacza macierz transponowaną względem {\displaystyle A}[7][8]
7. {\displaystyle AA^{T}=I,} gdzie {\displaystyle I} oznacza macierz jednostkową wymiaru {\displaystyle n,} a {\displaystyle A^{T}} oznacza macierz transponowaną względem {\displaystyle A}[9]
8. dla każdej bazy ortonormalnej {\displaystyle \{v_{1},\ldots ,v_{n}\}} przestrzeni {\displaystyle \mathbb {R} ^{n}} układ {\displaystyle \{Av_{1},\ldots ,Av_{n}\}} jest bazą ortonormalną przestrzeni {\displaystyle \mathbb {R} ^{n}}[10]
9. macierz A jest odwracalna i {\displaystyle A^{-1}=A^{T},} gdzie {\displaystyle A^{-1}} oznacza macierz odwrotną do macierzy {\displaystyle A,} a {\displaystyle A^{T}} oznacza macierz transponowaną względem {\displaystyle A}[11][12]
10. {\displaystyle \sum _{j=1}^{n}a_{ij}a_{kj}=\delta _{ik},} gdzie {\displaystyle \delta _{ik}} jest deltą Kroneckera[13]
11. {\displaystyle \sum _{j=1}^{n}a_{ji}a_{jk}=\delta _{ik},} gdzie {\displaystyle \delta _{ik}} jest deltą Kroneckera[14]
12. {\displaystyle \forall _{x,y\in \mathbb {R} ^{n}}(Ax)\cdot (Ay)=x\cdot y}[15]
13. {\displaystyle \forall _{x\in \mathbb {R} ^{n}}|Ax|=|x|}[16]

## Własności macierzy ortogonalnych
- Wyznacznik macierzy ortogonalnej jest równy 1 lub –1[17].
- Jeśli {\displaystyle A,B} są macierzami ortogonalnymi tego samego rzędu, to ich iloczyn {\displaystyle AB} też jest macierzą ortogonalną[18].
- Macierz odwrotna do macierzy {\displaystyle A} jest jej macierzą transponowaną, tj. {\displaystyle A^{-1}=A^{T}.} Macierz ta też jest ortogonalna.
- Macierz jednostkowa jest ortogonalna.

## Grupy O(n) oraz SO(n)

### Grupa ortogonalna stopnian
Z własności zbioru macierzy ortogonalnych stopnia n wynika, że zbiór ten tworzy grupę z mnożeniem macierzy jako działaniem grupowym, grupę tę nazywa się grupą ortogonalną stopnia n i oznacza się symbolem {\displaystyle O(n)} lub {\displaystyle O(n,\mathbb {R} )}. Grupa ta jest podgrupą ogólnej grupy liniowej {\displaystyle GL_{n}(\mathbb {R} )}.

### Specjalna grupa ortogonalna
Specjalna grupa ortogonalna {\displaystyle SO(n)} (lub grupa unimodularna {\displaystyle {\mathcal {SL}}(n,\mathbb {R} )}) – to grupa macierzy ortogonalnych stopnia n, których wyznacznik jest równy jeden. Grupa ta jest podgrupą grupy ortogonalnej {\displaystyle O(n)}.

## Przykłady
Poniżej podano przykłady macierzy ortogonalnych. Łatwo można to sprawdzić, wykonując obliczenia iloczynów skalarnych kolumn (traktowanych jako wektory), że są one wzajemnie ortogonalne; to samo dotyczy wierszy.
- Macierz jednostkowa dowolnego rzędu jest macierzą ortogonalną[24], np. {\displaystyle {\begin{bmatrix}1&0\\0&1\end{bmatrix}}}

- {\displaystyle {\begin{bmatrix}0{,}96&-0{,}28\\0{,}28&0{,}96\end{bmatrix}}}

- {\displaystyle {\begin{bmatrix}\cos x&-\sin x\\\sin x&\cos x\end{bmatrix}}}[25][26]

- {\displaystyle {\begin{bmatrix}\cos x&\sin x\\\sin x&-\cos x\end{bmatrix}}}[25][27]

- {\displaystyle {\begin{bmatrix}1&0&0&0&0\\0&0&0&0&1\\0&1&0&0&0\\0&0&0&1&0\\0&0&1&0&0\end{bmatrix}}}

- {\displaystyle \left[\!\!{\begin{array}{c}1&0&0&0&0&0&0&0&0&0&0\\0&\ddots &&&&&&&&&\\0&&1&&&&&&&&\\0&&&-1&&&&&&&\\0&&&&\ddots &&&&&&\\0&&&&&-1&&&&&\\0&&&&&&\cos(\xi _{1})&-\sin(\xi _{1})&&&\\0&&&&&&\sin(\xi _{1})&\cos(\xi _{1})&&&\\0&&&&&&&&\ddots &&\\0&&&&&&&&&\cos(\xi _{k})&-\sin(\xi _{k})\\0&&&&&&&&&\sin(\xi _{k})&\cos(\xi _{k})\end{array}}\!\!\right]}[28][29][30][31][32]